# Talmage (Nebraska)
Talmage es una villa ubicada en el condado de Otoe en el estado estadounidense de Nebraska. En el Censo de 2010 tenía una población de 233 habitantes y una densidad poblacional de 548,55 personas por km².

## Geografía
Talmage se encuentra ubicada en las coordenadas 40°31′54″N 96°1′26″O / 40.53167, -96.02389. Según la Oficina del Censo de los Estados Unidos, Talmage tiene una superficie total de 0.42 km², de la cual 0.42 km² corresponden a tierra firme y (0%) 0 km² es agua.

## Demografía
Según el censo de 2010, había 233 personas residiendo en Talmage. La densidad de población era de 548,55 hab./km². De los 233 habitantes, Talmage estaba compuesto por el 93.56% blancos, el 1.29% eran afroamericanos, el 0% eran amerindios, el 0% eran asiáticos, el 0% eran isleños del Pacífico, el 3.43% eran de otras razas y el 1.72% pertenecían a dos o más razas. Del total de la población el 7.3% eran hispanos o latinos de cualquier raza.